# A School for Husbands
A School for Husbands è un film muto del 1917 diretto da George Melford e interpretato da Fannie Ward, Jack Dean, Mabel Van Buren e Frank Elliott.

## Trama
John Manners, agente di cambio che ama la bella vita, comincia a trovare insipida Betty, la propria moglie, una donna semplice e parsimoniosa. Si mette così a frequentare l'elegante signora Airlie, provocando la gelosia di Betty che, di punto in bianco, decide di rifarsi il guardaroba senza badare a spese. La donna, che ha ereditato senza che il marito ne sappia nulla, una grossa somma, non lesina nello spendere, mentre gli affari di John vanno a rotoli. Per recuperare del contante, Manners si reca in California, dove vuole vendere una proprietà, l'unico bene che gli sia rimasto. Ma lì, Betty lo ha già preceduto: John, che è arrivato in compagnia della signora Airlie, trova la moglie insieme a Sir Harry Lovell. Geloso, ben presto provoca una scenata. Nella stanza d'albergo di Lovell, l'alterco degenera e John spara al rivale. Convinto di averlo ucciso, trova riparo da Betty, che lo nasconde. Quando, però, l'aristocratico riappare vivo e vegeto, i due coniugi finiscono per riconciliarsi.

## Produzione
Il film fu prodotto dalla Jesse L. Lasky Feature Play Company.

## Distribuzione
Il copyright del film, richiesto dalla Jesse L. Lasky Feature Play Co., fu registrato il 19 marzo 1917 con il numero LP10408.
Distribuito dalla Paramount Pictures e presentato da Jesse L. Lasky, il film uscì nelle sale statunitensi il 5 aprile 1917.
Non si conoscono copie ancora esistenti della pellicola che viene considerata presumibilmente perduta.